# Jean-Loup Avril
Jean-Loup Avril, né le 21 avril 1944 à Pontrieux et mort le 8 janvier 2015 à Penvénan, est un bactériologiste et écrivain français. Il a enseigné à la faculté de médecine de Rennes.

## Ouvrages
- Les antibiotiques, PUF, 1980
- Pêcheurs d'Islande, avec Michel Quéméré, 1984
- Dictionnaire pratique de bactériologie clinique, 1991
- 500 Bretons à connaître, avril 1991
- La santé en Bretagne, sous la dir. de Jean Pecker, Jean-Loup Avril et Jean Faivre, éditions Hervas, 1992
- Nouveau dictionnaire pratique de bactériologie clinique, novembre 1997
- Les infections nosocomiales et leur prévention,  sous la dir. de Jean-Loup Avril, Ellipses, 1998
- Bactériologie générale et médicale, en collaboration avec Jean-Louis Fauchère, octobre 2002
- Mille Bretons. Dictionnaire biographique, Rennes, Les Portes du large, octobre 2002 (2e édition, mai 2003)
- La fascinante existence d'Henri Fauconnier : Prix Goncourt 1930, avec Bernard Fauconnier, 2004
- 321 Malouins. Dictionnaire biographique, sous la dir. de Jean-Loup Avril, Rennes, Les Portes du large, juin 2004

Jean-Loup Avril a dirigé 6 thèses